# North American F-86 Sabre
North American Aviation F-86 Sabre, někdy nazývaný Sabrejet, je americký proudový transonický stíhací letoun. Vyráběn byl společností North American Aviation a vešel ve známost jako první americký stíhací letoun se šípovým křídlem, který mohl úspěšně čelit sovětskému letounu MiG-15 v soubojích během Korejské války (1950–1953), kde došlo k prvním střetům mezi proudovými letouny v historii. Vzhledem k tomu, že šlo o jeden z nejlepších a nejdůležitějších stíhacích letounů v této válce, je F-86 také vysoce hodnocen ve srovnání se stíhači jiné éry. Ačkoli byl vyvinut na konci čtyřicátých let a koncem padesátých let byl již zastaralý, ukázal se jako všestranný a adaptabilní a jako frontový stíhací letoun nadále sloužil v četných vzdušných silách. Poslední letouny byly z aktivní služby vyřazeny v 90. letech v Bolívii.
Díky úspěchu letounu bylo nakonec mezi lety 1949 a 1956 vyrobeno 7 800 letounů, a to nejen v USA, ale i v Itálii a Japonsku. Kromě toho bylo americkým námořnictvem nakoupeno 738 modifikovaných palubních letounů značených jako FJ-2 a -3. Varianty F-86 byly vyráběny také v Kanadě a Austrálii. Ve velkých sériích jej vyráběla kanadská firma Canadair pod označením Canadair Sabre. U těchto variant byl většinou instalován výkonnější motor Avro Canada Orenda. Kanadské F-86 používala také řada států NATO. Výrazně upravenou verzi F-86 vyráběla australská továrna CAC pod označením CAC CA-27 Sabre. Canadair vyrobil celkem 1 815 draků a Sabre se také stal nejvíce vyráběným západním proudovým stíhacím letounem s celkovou produkcí 9 860 kusů všech variant.

## Vývoj

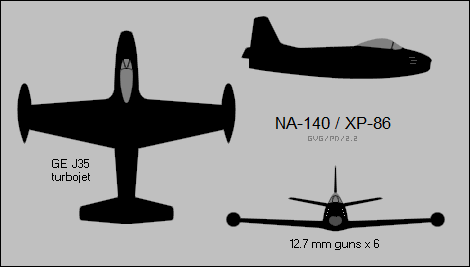
NA-140/XP-86 s přímým křídlem

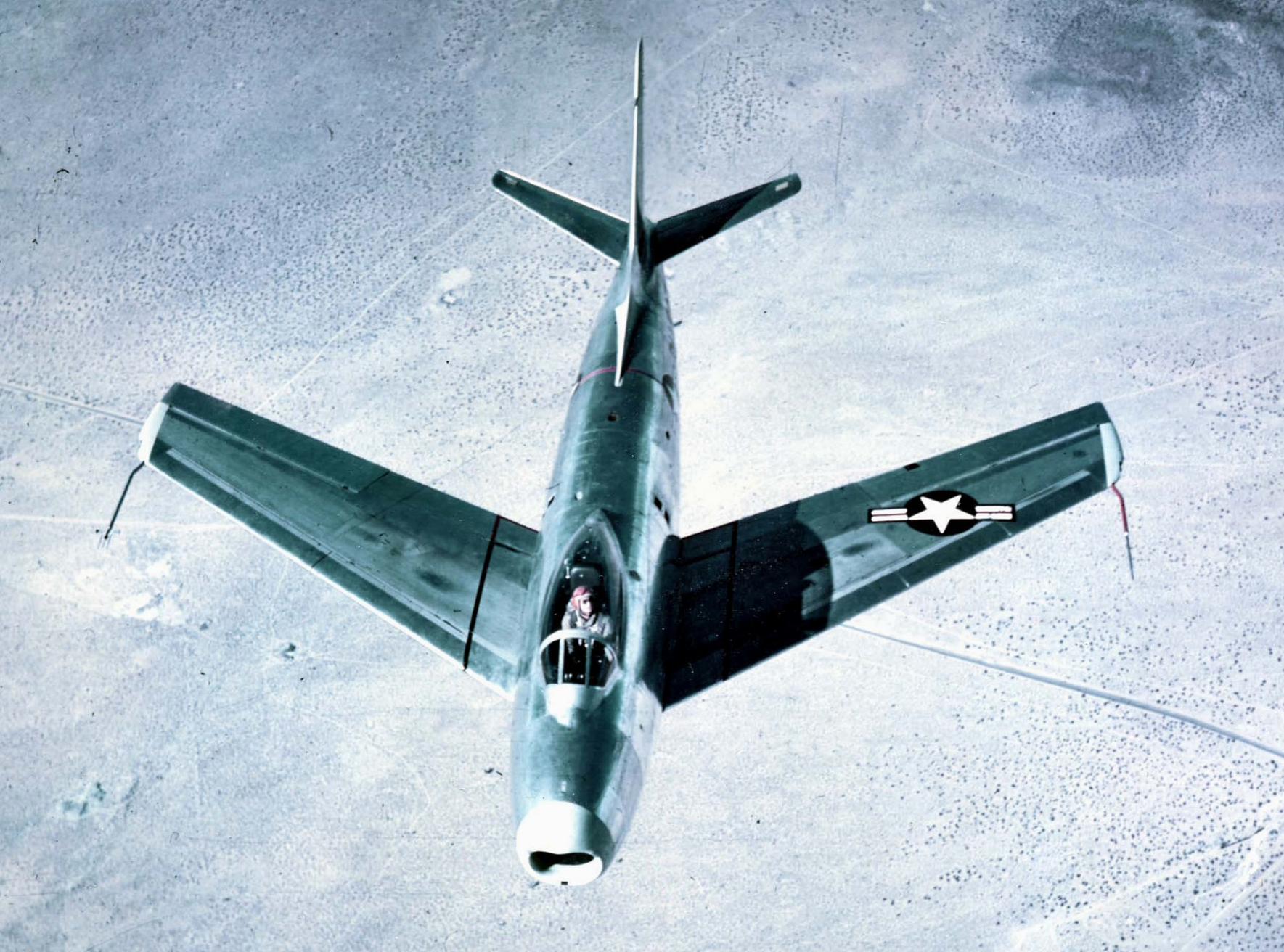
XP-86 Sabre letí pilotován Georgem Welchem

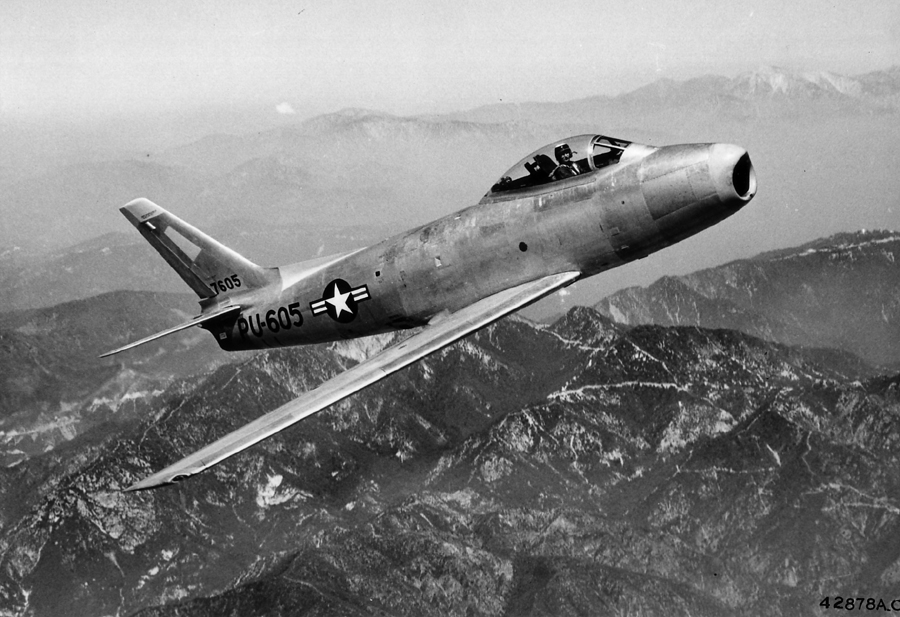
North American F-86A

Firma North American vyráběla za druhé světové války vrtulový P-51 Mustang, který se zapojil do bojů proti některým z prvních do služby nasazených proudových stíhaček. Koncem roku 1944 navrhla firma North American svůj první proudový stíhač americkému námořnictvu, který vešel ve známost jako FJ-1 Fury. Jednalo se o výjimečnou přechodovou proudovou stíhačku, která měla rovné křídlo odvozené od P-51. Počáteční návrhy na splnění požadavku amerického armádního letectva (USAAF) na jednomístné, proudové letadlo středního doletu s velkým dostupem schopné denního doprovodu jako stíhačka nebo stíhací bombardér byly navrženy v polovině roku 1944. Na začátku roku 1945 předložila společnost North American Aviation čtyři návrhy. USAAF vybralo jeden návrh před ostatními a udělilo North American kontrakt na stavbu tří exemplářů XP-86 ("experimental pursuit"). Odstranění specifických požadavků z FJ-1 Fury ve spojení s dalšími úpravami umožnilo XP-86 být lehčí a podstatně rychlejší než Fury, s odhadovanou maximální rychlostí 582 mph (937 km/h), oproti 547 mph (880 km/h) Fury. Navzdory nárůstu rychlosti dřívější studie odhalily, že XP-86 bude mít stejný výkon jako jeho soupeři XP-80 a XP-84. Protože tyto konkurenční konstrukce byly pokročilejší ve svých vývojových fázích, došlo k obavám, že XP-86 bude zrušen.
Dne 18. května 1945 firma získala objednávku USAAF k výrobě trojice prototypů označených XP-86. Maketa letounu byla schválena 20. června 1945, výsledky měření z aerodynamického tunelu ale ukázaly, že letoun v navrhované podobě nedosáhne požadované rychlosti 600 mil/hod (965 km/hod). North American museli rychle vymyslet radikální změnu, která by mohla předskočit jeho soupeře. 
Řešení se podařilo nalézt využitím poznatků o šípovém křídle z ukořistěných německých výzkumů. Pro letoun pak bylo zvoleno křídlo o šípu 35° (stejný šíp měly i ocasní plochy), štíhlostí 4,79, tloušťkou profilu 11 % u kořene a 10 % na konci, vybavené automatickými sloty na náběžné hraně. Praktické využití křídla si ovšem vyžádalo mnoho zkoušek, což stavbu prototypů oddalovalo. F-86 byl prvním americkým letadlem, které využilo letových výzkumných dat získaných od německých aerodynamiků z konce druhé světové války. Tyto údaje ukázaly, že tenké, šípové křídlo by mohlo výrazně snížit odpor a zpoždění stlačitelnosti, které sužovaly stíhačky jako např. Lockheed P-38 Lightning, když se přiblížily rychlosti zvuku.  V roce 1944 němečtí inženýři a konstruktéři prokázali výhody šípových křídel na základě experimentálních návrhů z roku 1940. Studie dat ukázala, že šípové křídlo by vyřešilo problém s rychlostí, zatímco sloty na náběžné hraně křídla, která se vysouvaly při nízkých rychlostech, by zvýšily stabilitu.
Vzhledem k tomu, že vývoj XP-86 dosáhl pokročilého stadia, myšlenka na změnu šípovitosti křídla se setkala s odporem některých vyšších zaměstnanců firmy North American. Poté, co byly získány dobré výsledky v testech v aerodynamickém tunelu, byla, navzdory tvrdému odporu, nakonec přijata koncepce se šípovým křídlem. Výkonnostní požadavky byly splněny začleněním křídla s úhlem 35°, s použitím modifikovaných čtyřmístných profilů NACA, NACA 0009.5–64 u kořene a NACA 0008.5–64 na špičce s automatickými sloty vycházející z konstrukce letounu Messerschmitt Me 262 a další funkcí elektricky nastavitelného stabilizátoru (další vlastnost Me 262A). Mnoho Sabrů mělo „křídlo 6–3“ (pevná náběžná hrana s 6-palcovou prodlouženou tětivou u kořene a 3-palcovou prodlouženou tětivou na špičce) dodatečně po získání bojových zkušeností v Koreji. Tato úprava změnila profily křídla na modifikovanou konfiguraci NACA 0009-64 u kořene a mod NACA 0008.1–64 na špičce.
V prosinci 1946 objednalo letectvo zaváděcí sérii 33 letadel P-86A. Prototyp XP-86, který vedl k F-86 Sabre, prodělal „roll-out“ 8. srpna 1947. První let se uskutečnil 1. října 1947 s Georgem Welchem jako pilotem ze základny Muroc (nyní Edwards AFB) v Kalifornii.
Strategické vzdušné velitelství letectva Spojených států mělo F-86 Sabre ve službě od roku 1949 do roku 1950. První sériový F-86A-1 byl letectvu předán 28. května 1948. F-86 byly přiděleny k 22. bombardovacímu křídlu, 1. stíhacímu křídlu a 1. stíhacímu stíhacímu křídlu. F-86 byl primárním americkým stíhacím letounem pro vzdušný boj během korejské války. Bojů se účastnil značný počet první tří sériově vyráběných modelů.
F-86 Sabre byl také vyráběn v licenci společnosti Canadair jako Canadair Sabre. Finální varianta kanadského Sabru, Mark 6, je obecně hodnocena jako ta, která má nejvyšší schopnosti ze všech verzí Sabru.

### Prolomení zvukové bariéry a další rekordy

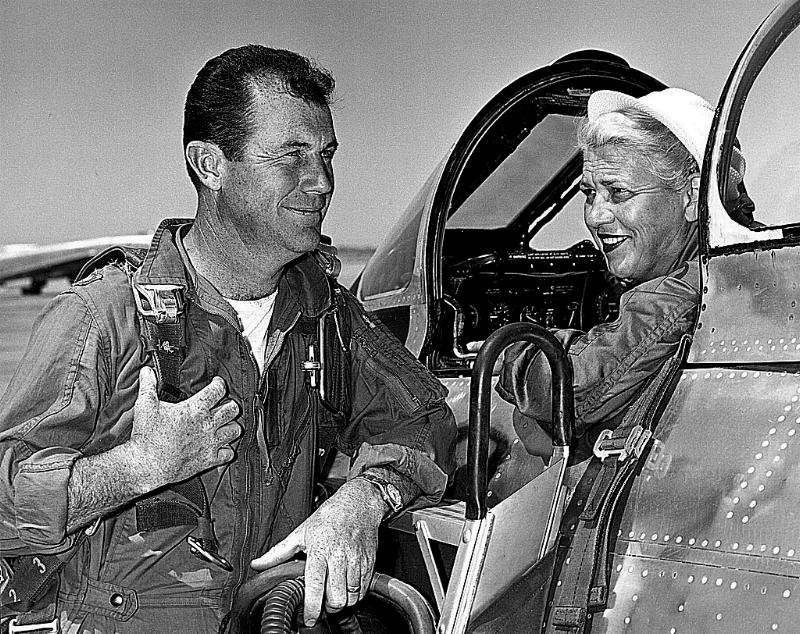
Jackie Cochran v kokpitu stroje Canadair CL-13 Sabre Mk.3 s Chuckem Yeagerem.

První oficiální světový rychlostní rekord 671 mil za hodinu (1080 km/h) F-86A stanovil 15. září 1948 v Muroc Dry Lake a pilotoval ho major Richard L. Johnson z amerického letectva.
V roce 1951 plukovník K. K. Compton na F-86A Sabre vyhrál letecký závod Bendix s průměrnou rychlostí 553,76 mph (891,19 km/h).
Dne 18. května 1953 se Jacqueline Cochranová stala první ženou, která prolomila zvukovou bariéru, a létala na „jednorázovém“ kanadském Canadair CL-13 Sabre Mk.3 (sériové číslo 19200, licenční F-86E Sabre) po boku Chucka Yeagera.
Dne 16. července 1953 William F. Barns na letounu F-86D Sabre (sériové číslo 51-6145, první vyrobený kus verze Block 35) ustavil světový rychlostní rekord Mezinárodní letecké federace (FAI). Čtyři průlety na tříkilometrové trati v lokalitě Saltonské moře v Kalifornii vzládl průměrnou rychlostí 1151,88 km/h (0,91 M).
Dne 2. února 1958 vytvořil tým pákistánského letectva s F-86 Sabre s názvem „Falcons“ světový rekord na základně PAF Masroor provedením smyčky v (koso)čtvercové formaci 16 letadel. Tým byl veden tehdejším velitelem křídla Zafarem Masudem.

## Služba

### Válka v Koreji

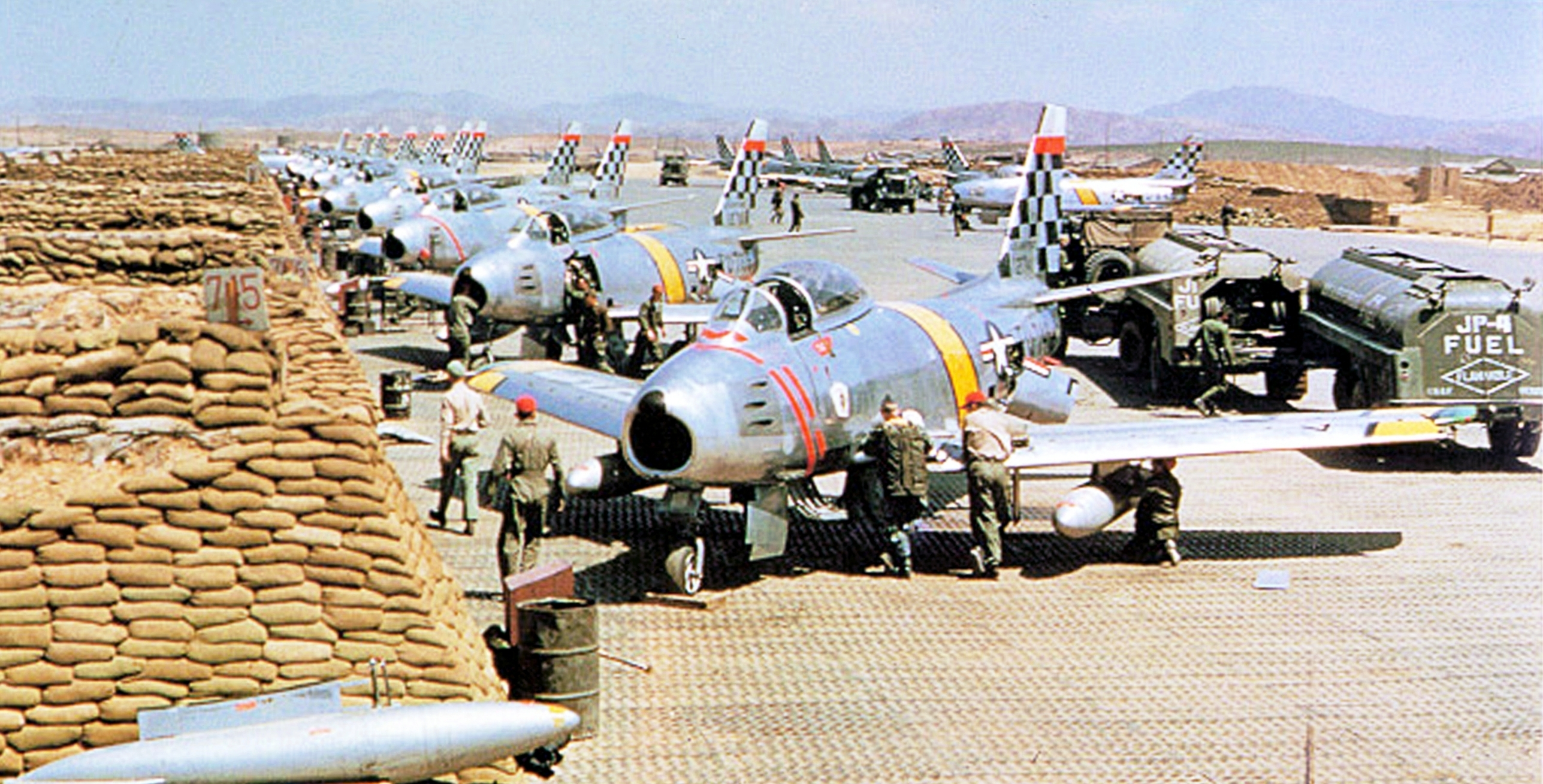
Stíhačky North American F-86 Sabre z 51. stíhacího stíhacího křídla Checkertails jsou připraveny k boji během korejské války na letecké základně Suwon

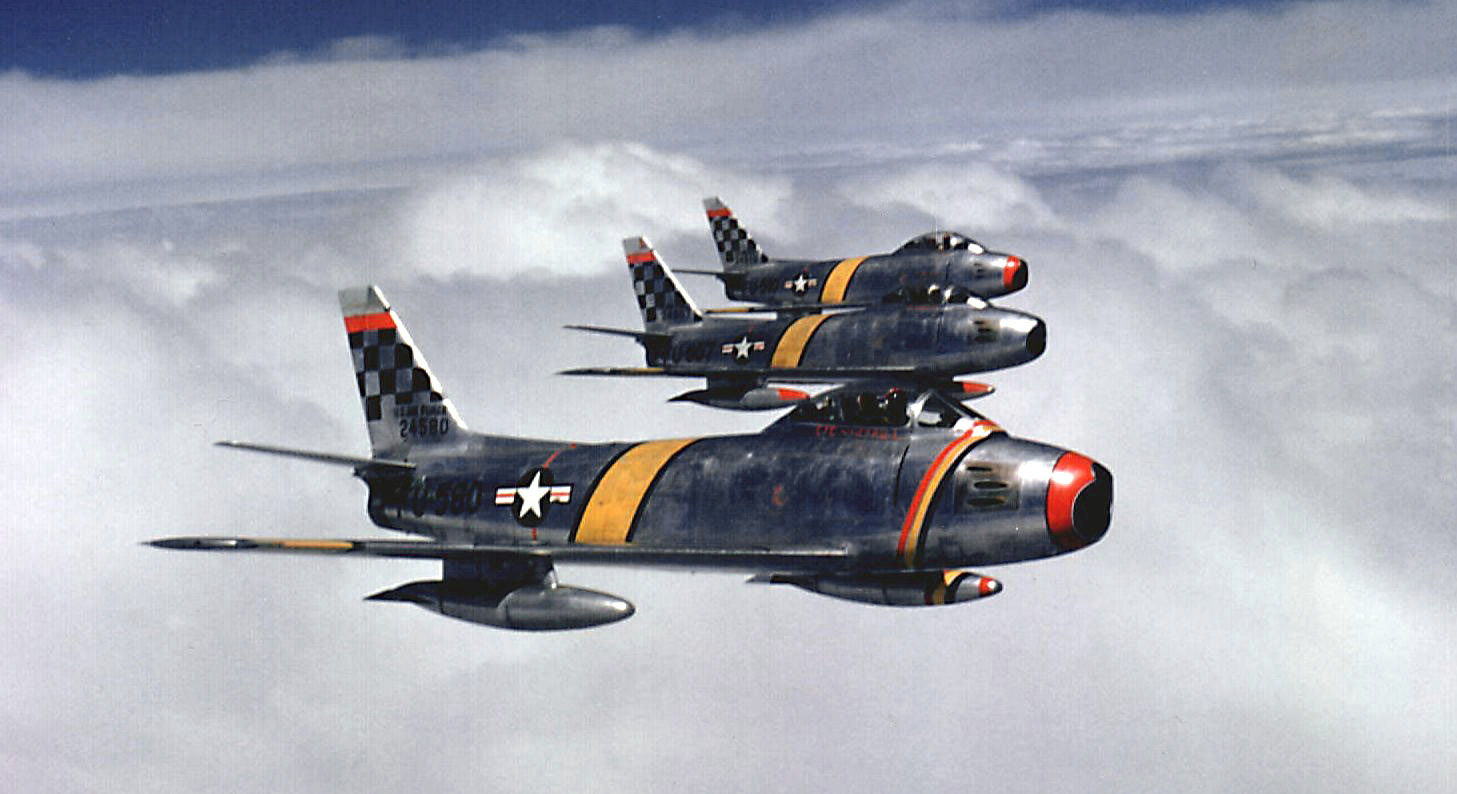
F-86F Sabre letící nad Koreou. Formaci vede Benjamin O. Davis Jr.

F-86 byl přijat do služby v americkém letectvu roku 1949, připojil se k 94. stíhací peruti 1. stíhacího křídla a stal se primárním proudovým stíhačem pro vzdušné souboje používaným Američany v Korejské válce. Dřívější proudové letouny s přímými křídly jako P-80 a F-84 zpočátku dosahovaly vzdušných vítězství, než byl v listopadu 1950 představen MiG-15 se šípovým křídlem a překonal všechny letouny ve službě OSN.
V reakci na to byly tři letky F-86 v prosinci převezeny na Dálný východ. MiG-15 byl lepší než rané modely F-86 v dostupu, palebné síle, zrychlení, zatáčení, rychlosti stoupání a schopnosti neomezeného stoupání, zatímco F-86 byl o něco rychlejší a mohl MiGy překonat. Když byl v roce 1953 představen F-86F, staly se oba letouny schopnostmi těsnějšími a na konci války si mnoho amerických bojových pilotů nárokovalo marginální převahu F-86F.
Větší palebnou silou MiGu a mnoha dalších tehdejších stíhaček se zabýval „Project Gun-Val“, který zkoumal bojové zkoušky sedmi F-86F, z nichž každý byl vyzbrojen čtyřmi 20mm kanóny T-160 (tyto F-86 byly označeny F-86F-2). Navzdory tomu, že bylo možné střílet pouze dvěma ze čtyř 20mm kanonů současně, byl experiment považován za úspěšný a signalizoval konec desetiletí trvajícího používání ráže Browning .50 v roli vzdušných soubojů.
Ačkoli F-86A mohl bezpečně letět rychlostí 1 Mach, plovoucí vodorovné ocasní plochy F-86E výrazně zlepšily manévrovatelnost při vysokých rychlostech. MiG-15 nemohl bezpečně překročit Mach 0,92, což byla důležitá nevýhoda ve vzdušném boji při rychlostech blízkých rychlosti zvuku. Daleko větší důraz byl kladen na výcvik, agresivitu a zkušenosti pilotů F-86. Piloti Sabrů byli cvičeni na základně Nellis, kde byl počet obětí jejich výcviku tak vysoký, že jim bylo řečeno: "Pokud někdy uvidíte vlajku v plném obsazení, vyfoťte se." Navzdory opačným pravidlům nasazení jednotky F-86 často zahajovaly boj nad základnami MiGů v mandžuském „útočišti“.
V říjnu 1951 se Sovětům podařilo opravit sestřelený Sabre a při zkoumání typu došli k závěru, že výhoda Sabru v boji byla způsobena zaměřovačem APG-30, který umožňoval přesnou palbu na delší vzdálenosti.
Oblast častých střetů s MiGy se dnes označuje jako „alej MiGů“. Pákistánské F-86 také bojovaly v Indicko-pákistánské válce v roce 1965.

## Varianty

### North American Sabre

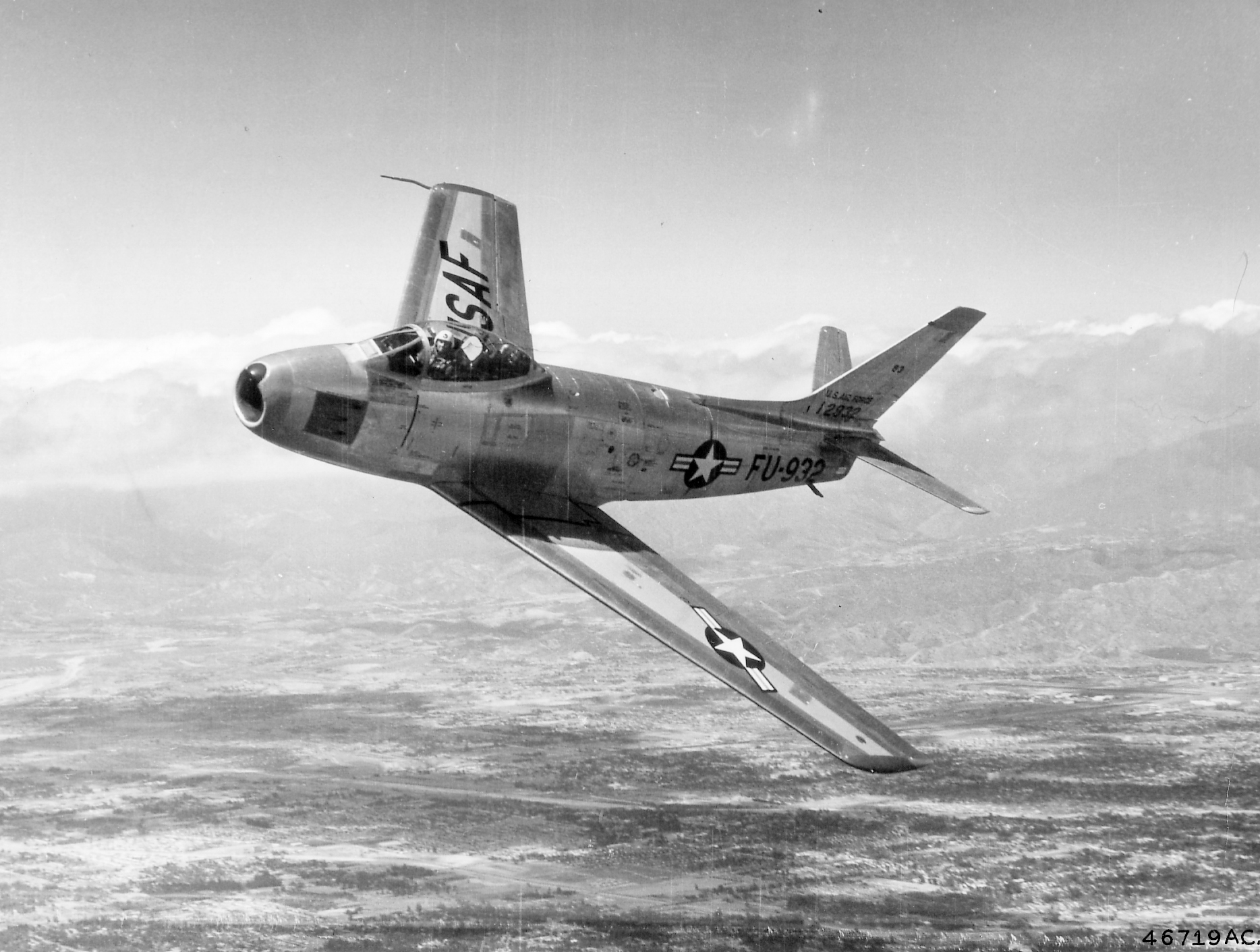
Letoun verze F-86F

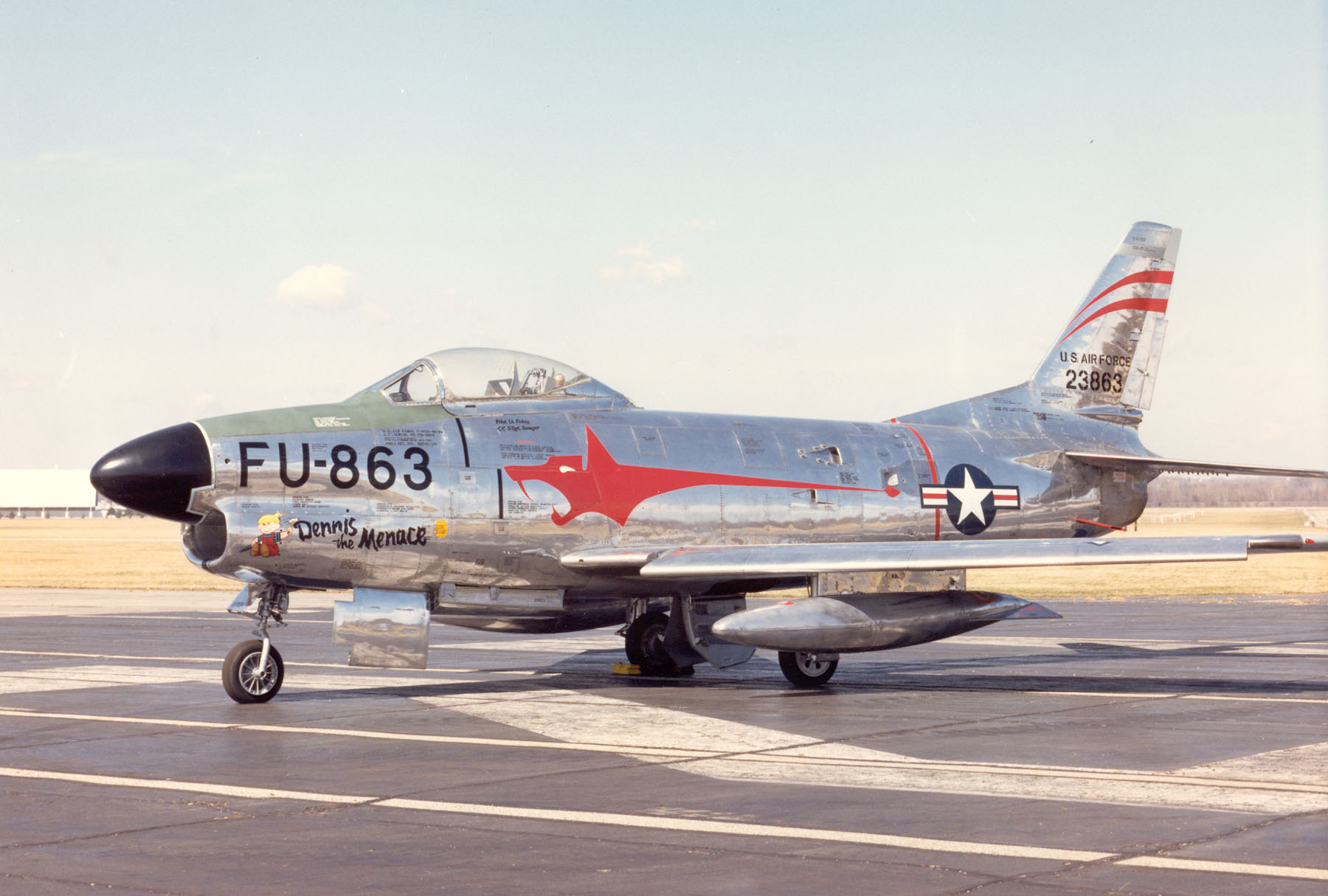
F-86D

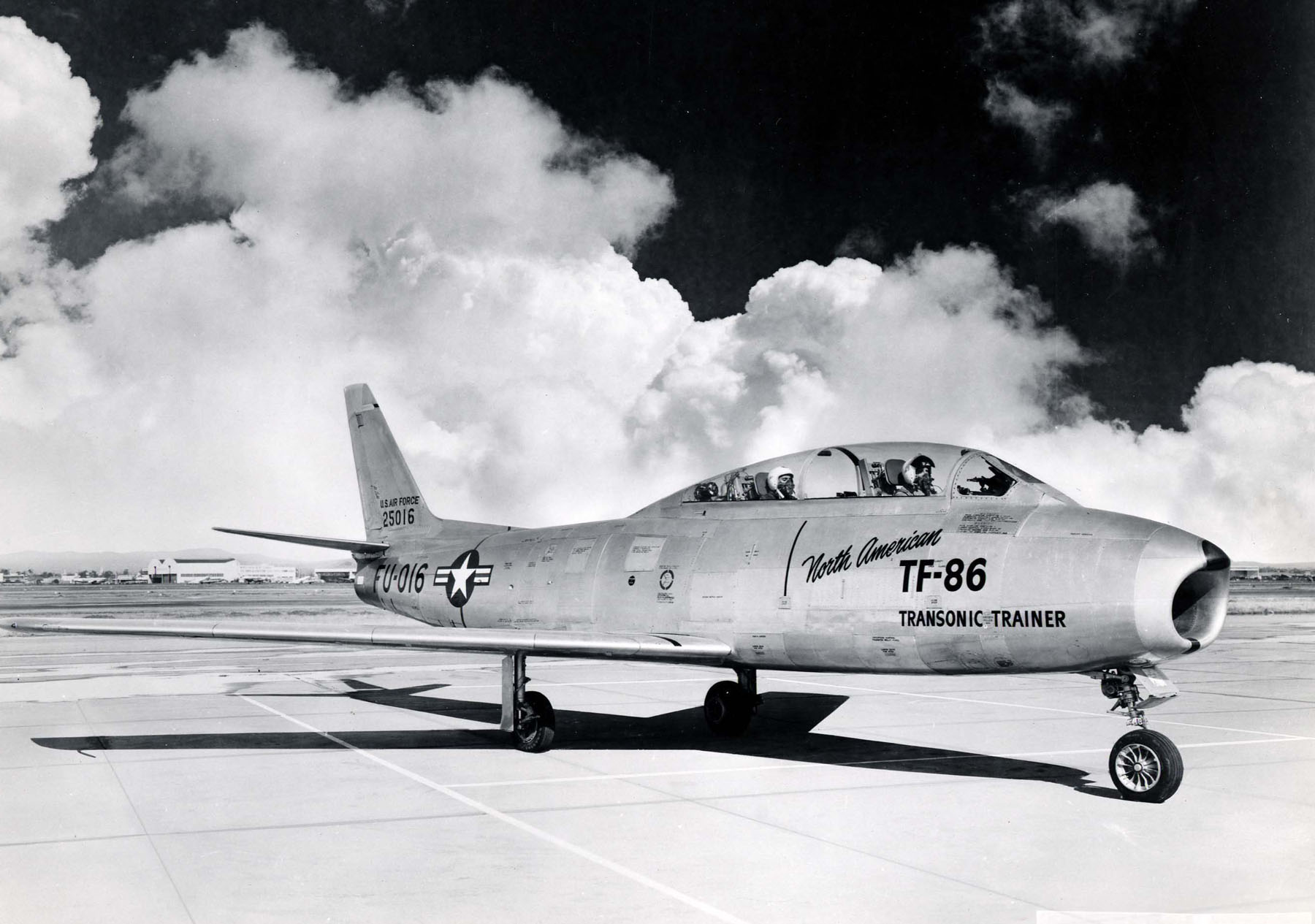
Dvoumístný cvičný TF-86 Sabre

- XF-86 – tři prototypy, původně označené jako XP-86 či North American model NA-140.

- YF-86A – První prototyp s motorem General Electric J47.

- F-86A – Model NA-151 a NA-161. Postaveno 554 kusů.

- DF-86A – Několik F-86A, přestavěných na bezpilotní cíle.

- RF-86A – Přestavba F-86A na průzkumnou variantu. 11 kusů.

- F-86B – Model NA-152. Objednáno 188 kusů jako vylepšení F-86A s výkonnějším motorem, prostornějším trupem a silnějšími brzdami.[14] Nakonec dodány jako F-86A-5.

- F-86C – NA-157. Dálkový stíhací letoun. Původně objednáno 118 kusů, ale postaveny nakonec jen dva prototypy označené YF-93A.[14]

- YF-86D – NA-164. Prototyp varianty určené pro boj za každého počasí. Původně označen YF-95A.

- F-86D – Varianta pro boj za každého počasí vybavená radarem v přídi. Původně označená F-95A. Postaveno 2 506 kusů. Modely NA-165, NA-177, NA-173, NA-190 a NA-201. S ostatními variantami F-86 se shodovalo jen 25 % jejich dílů. Měly širší trup pro umístění radaru s většího motoru s přídavným spalováním. Výzbroj tvořilo 24 neřízených střel FFAR ráže 2,75 palce "Mighty Mouse".

- F-86E – Vylepšený systém řízení, plovoucí výškovka. Model NA-170 a NA-172. Postaveno 456 kusů. 60 z nich postavil pro USAF Canadair.

- F-86E(M) – Označení původně britských F-86, předaných dalším státům NATO.

- QF-86E – Modifikace kanadských Sabrů, upravených na cvičné cíle.

- F-86F – Výkonnější motor a nové křídlo. Postaveno 2 239 kusů (300 z nich bylo dokončeno v Japonsku). F-86F měl značně lepší vlastnosti ve vysokých rychlostech a vyšší přistávací rychlost. Podvarianta F-40 měla za cenu mírně nižší rychlosti zlepšené letové vlastnosti ve vysokých a nízkých rychlostech a lepší vlastnosti při přistání. Hodně starších F-86F bylo později upraveno na standard F-86F-40.

- QF-86F – 50 původně Japonských F-86F, přestavěných pro US Navy na cvičné cíle.

- RF-86F – Několik F-86F upravených na průzkumné. Takto bylo upraveno i 18 japonských F-86F.

- TF-86F – 2 kusy F-86F, upravené na dvousedadlové cvičné letouny s prodlouženým trupem. Označeny jako model NA-204.

- F-86G – Plánované označení F-86D s vylepšeným motorem a dalšími změnami. Všech 406 postavených kusů ale bylo označeno jako F-86D.

- YF-86H – Výrazně upravený stíhací bombardér s hlubším trupem, jiným motorem (J73) a větším rozpětím. Postaveny dva kusy jako model NA-187.

- F-86H – Sériová verze YF-86H. Stíhací bombardér schopný nést jaderné zbraně. Postaveno 473 kusů jako model NA-187 a NA-203. Počínaje 115. vyrobeným kusem (subvarianta H-5) s hlavňovou výzbrojí tvořenou čtveřicí 20mm kanónů M39,[27] namísto dosavadních 12,7mm kulometů M3.

- QF-86H – 29 kusů F-86H, upravených na cvičné cíle.

- F-86J – Jeden kus F-86A s motorem Orenda, označený jako NA-167. Uvažovaná varianta s výkonnějšími kanadskými motory. Nerealizováno.

- YF-86K – F-86D upravená pro export. Místo raket měla 4 kanóny ráže 20 mm, zjednodušený systém řízení palby. 2 kusy.

- F-86K – Varianta F-86D vyvinutá pro letectva NATO. Postaveno 120 kusů v USA a dalších 221 postavil italský FIAT. Místo raket nesl 4 kanóny M24A-1 po 132 nábojích.

- F-86L – Upravené F-86D s novou elektronikou, upraveným kokpitem. 981 přestavěných kusů.

### CAC Sabre

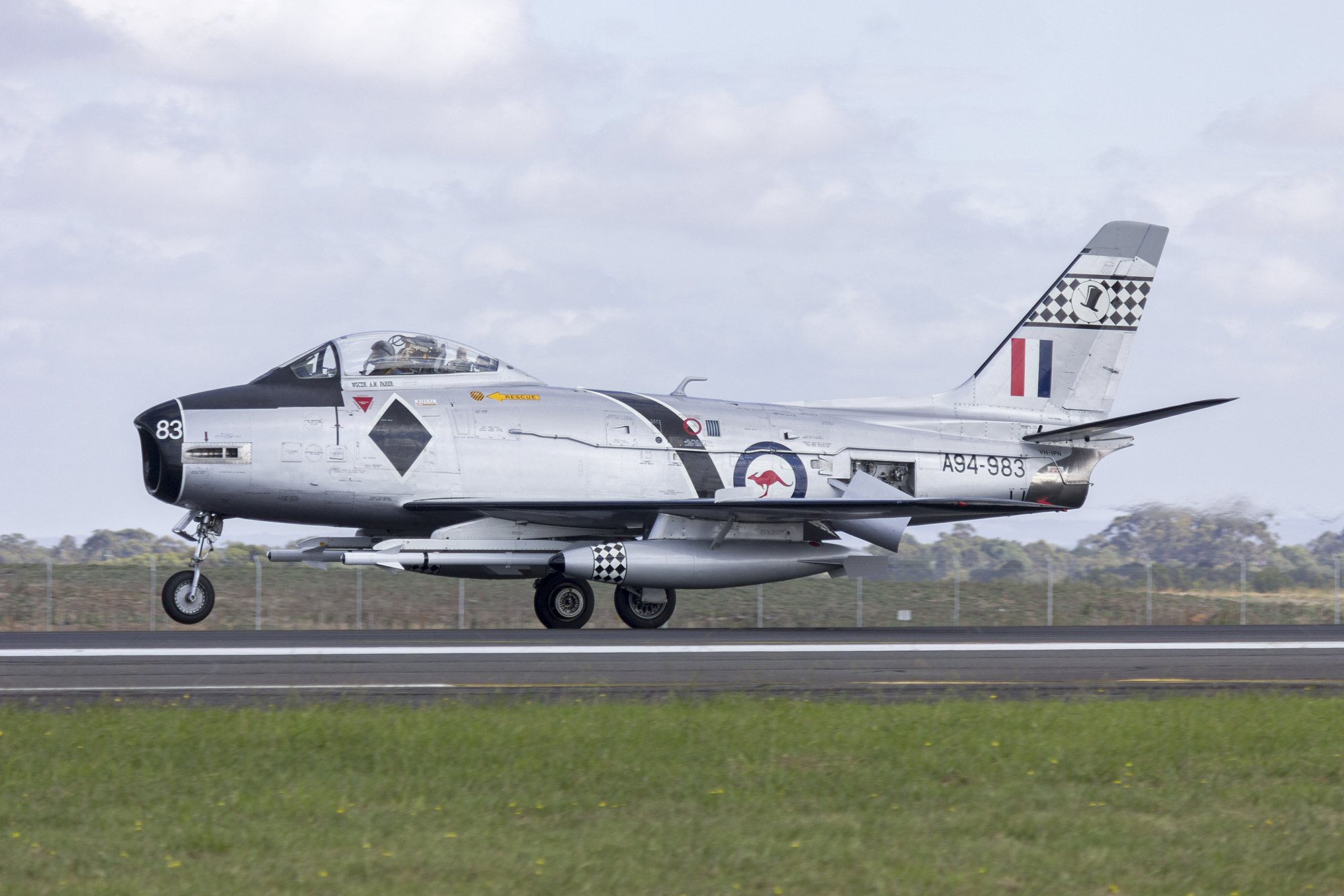
Australský letoun CAC Sabre Mk.32

- CAC CA-27 Sabre Mk.30
- CAC CA-27 Sabre Mk.31
- CAC CA-27 Sabre Mk.32

### Canadair Sabre
- Canadair Sabre Mk.1
- Canadair Sabre Mk.2
- Canadair Sabre Mk.3
- Canadair Sabre Mk.4
- Canadair Sabre Mk.5
- Canadair Sabre Mk.6

## Výroba

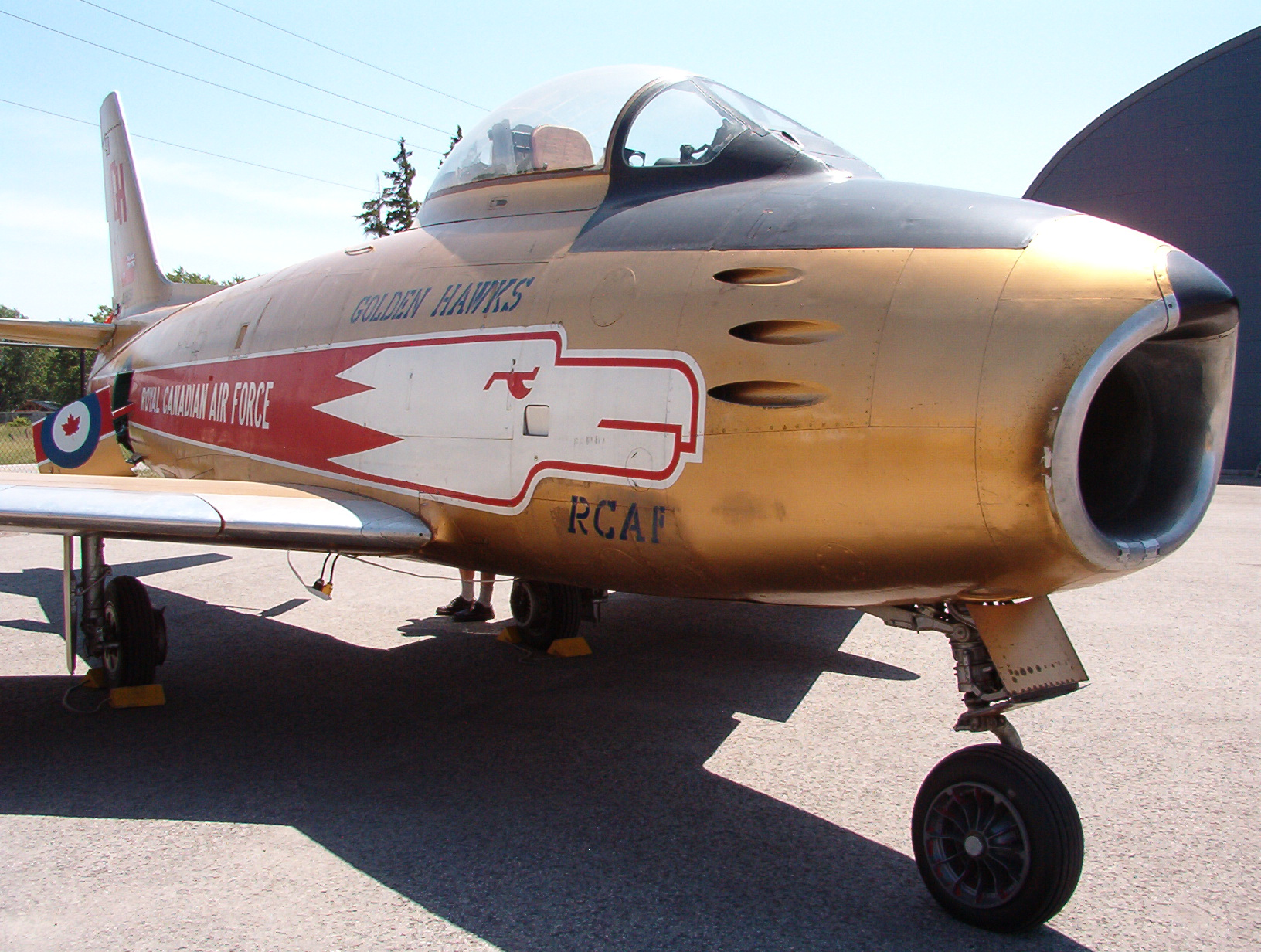
Canadair Sabre 6 ve zbarvení akrobatické aśkupiny kanadského letectva Golden Hawks

- North American: 6297 F-86
- Canadair: 1815 ks.
- CAC: 112 ks.
- FIAT: 221 ks.
- Mitsubishi: 300 ks.
  - Celkem: 9 860 ks.

## Uživatelé

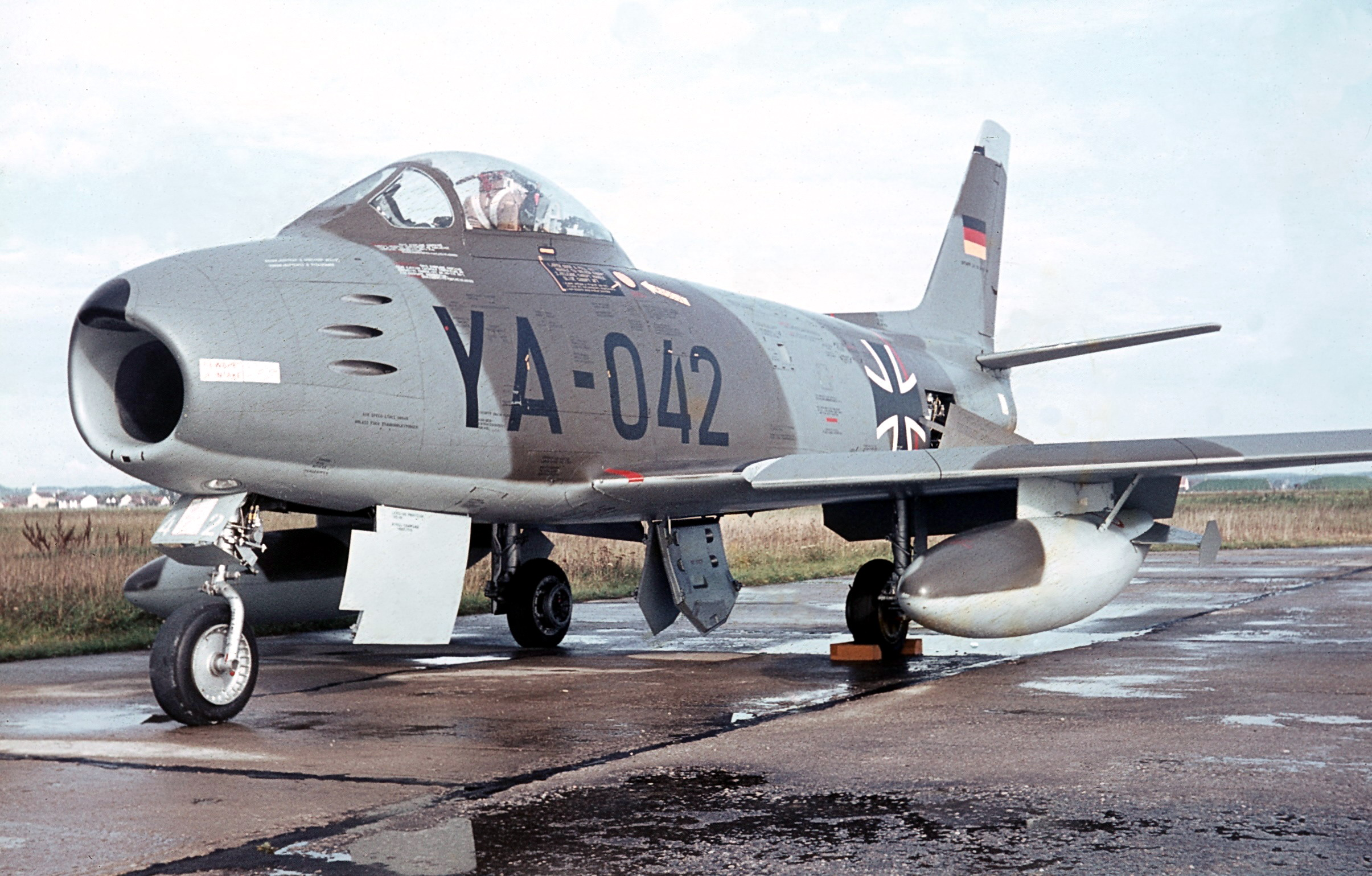
Německý Canadair CL-13B Sabre Mk.6 (YA-042)

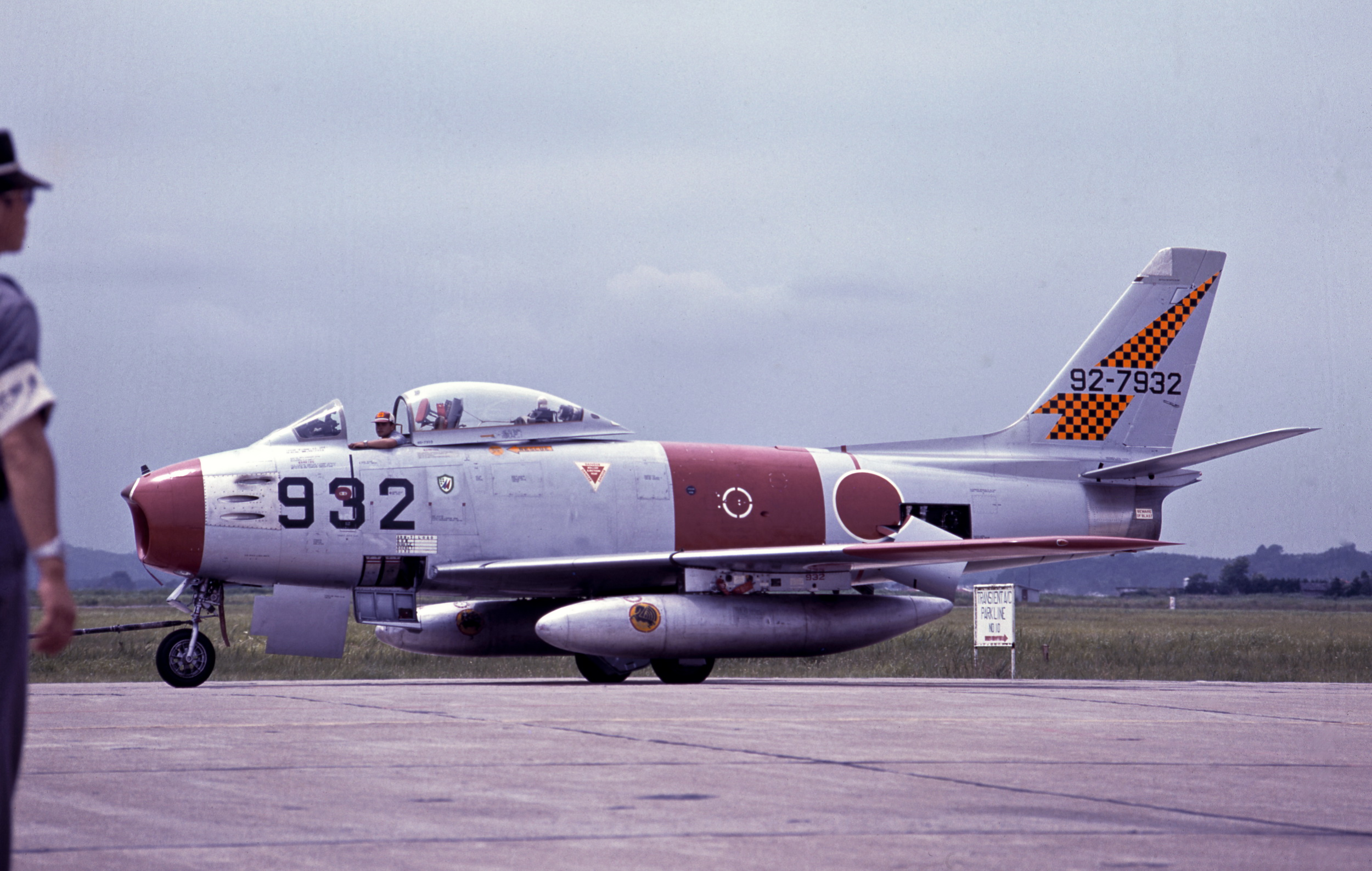
Japonský Mitsubishi F-86 Sabre v roce 1971

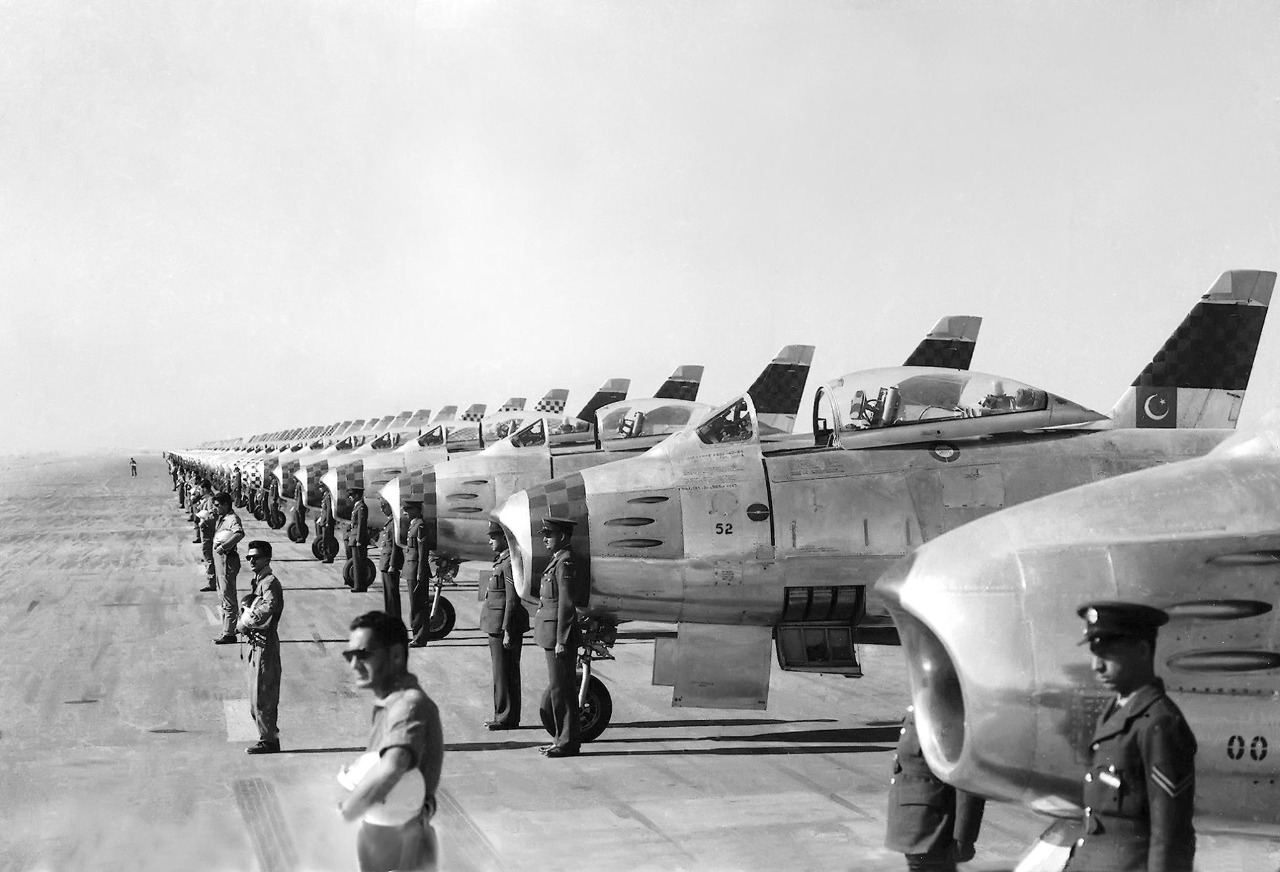
F-86 Sabre pákistánského letectva

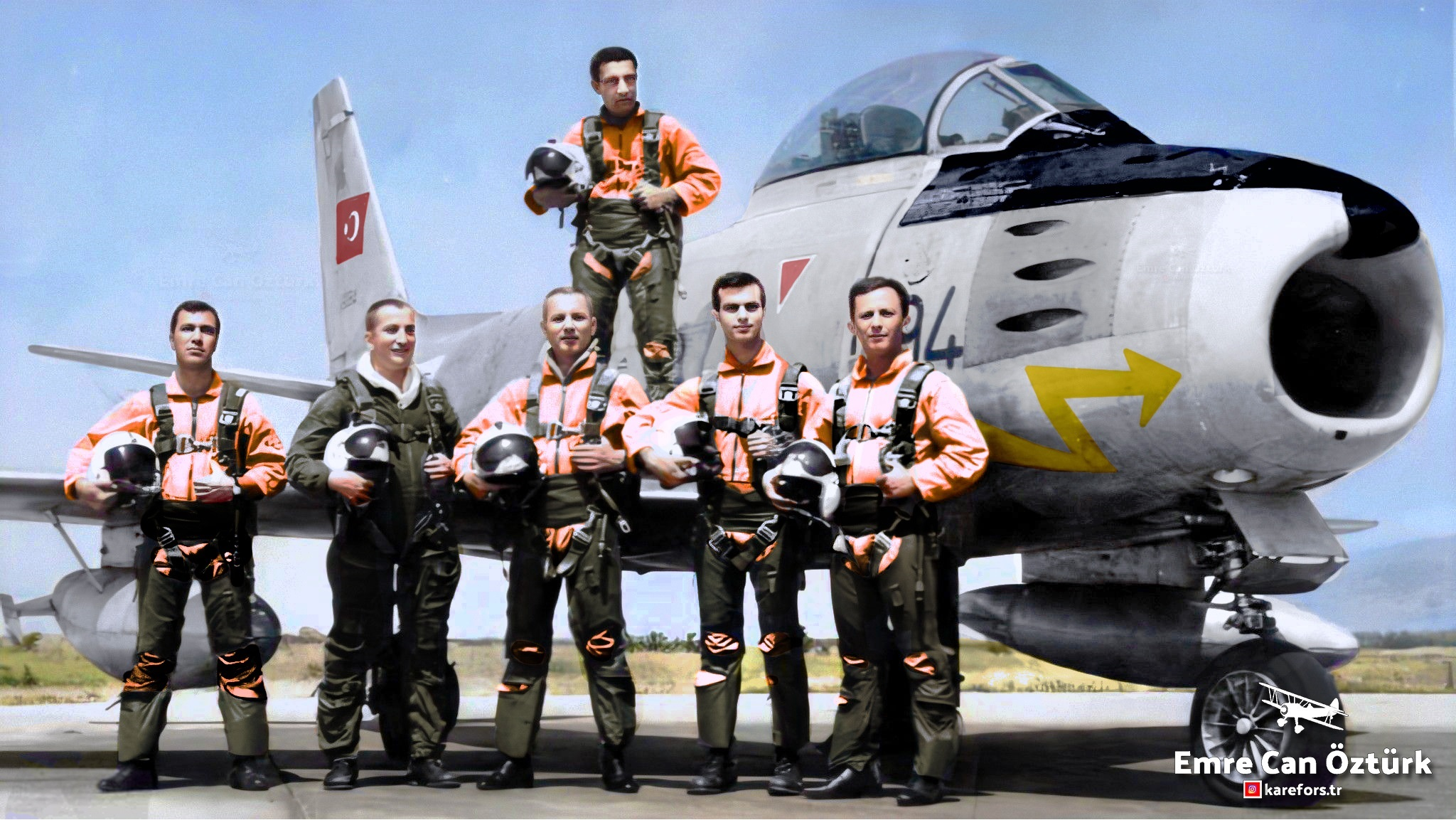
F-86 Sabre tureckého letectva

- – Austrálie – Royal Australian Air Force
- – Argentina – Argentinské letectvo
- – Bangladéš
- – Barma
- – Belgie
- – Bolívie
- – Čínská republika – Letectvo Čínské republiky
- – Dánsko – Dánské královské letectvo[28]
- – Etiopie – Etiopské císařské letectvo
- – Filipíny
- – Francie – Francouzské letectvo
- – Honduras
- – Indonésie
- – Irák
- – Íránské císařství
- – Itálie – Aeronautica Militare
- – Japonsko – Japonské letecké síly sebeobrany
- – Jihoafrická republika – South African Air Force
- – Jižní Korea – Letectvo Korejské republiky
- – Jugoslávie
- – Kanada – Royal Canadian Air Force
- – Kolumbie
- – Malajsie
- – Německo – Luftwaffe
- – Nizozemsko – Nizozemské královské letectvo[28]
- – Norsko
- – Pákistán
- – Peru – Letectvo Peru
- – Portugalsko – Portugalské letectvo
- – Řecko
- – Saúdská Arábie
- – Španělsko – Španělské letectvo
- – Thajsko – Thajské královské letectvo
- – Tunisko
- – Turecko – Turecké letectvo
- – Spojené státy americké – USAF
- – Spojené království – Royal Air Force
- – Venezuela – Venezuelské letectvo

## Specifikace (F-86F-40-NA)

Nákres F-86A

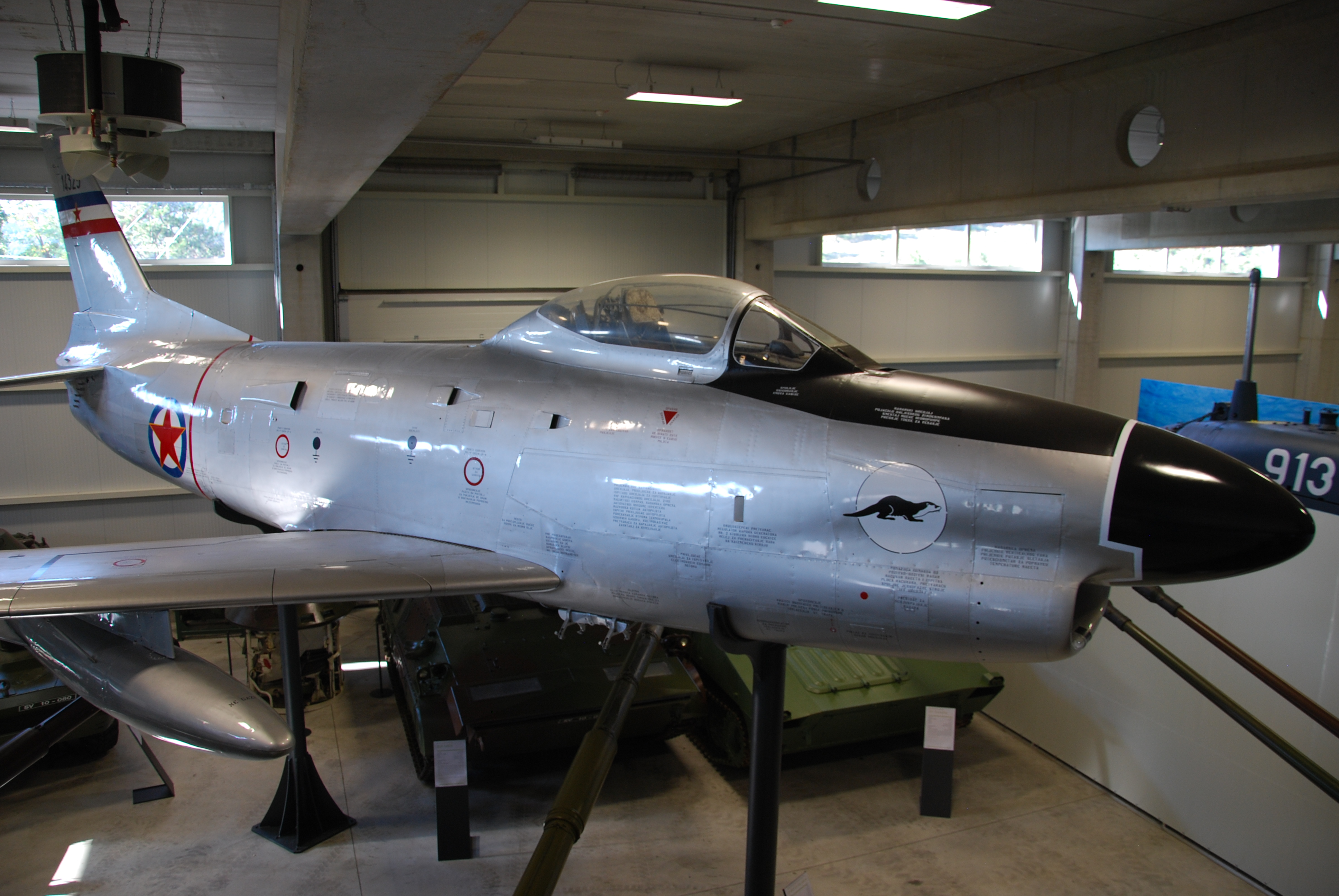
Jugoslávský F-86D vystavený v Parku vojenské historie Pivka

### Technické údaje
- Osádka: 1
- Délka: 11,4 m
- Rozpětí: 11,3 m
- Výška: 4,5 m
- Nosná plocha: 29,11 m²
- Hmotnost (prázdný): 5 046 kg
- Vzletová hmotnost: 6 894 kg
- Maximální vzletová hmotnost: 8 234 kg
- Pohonná jednotka: 1× proudový motor General Electric J47-GE-27 o tahu 26,3 kN

### Výkony
- Maximální rychlost: 687 mph (1 106 km/h) na úrovní mořské hladiny o bojové hmotnosti 6 447 kg, také hlášeno 678 mph (1 091 km/h) (Mach 1,02) a 599 v 11 000 m při 6,960 kg). (597 uzlů (1 106 km/h) v 6 446 m, 1,091 a 964 km/h v 6 960 m)
- Pádová rychlost: 200 km/h
- Dolet: 2 454 km
- Bojový rádius: 414 mi (360 nmi; 667 km) s dvěma 1 000 lb (450 kg) pumami a přídavnými nádržemi o objemu 2 200 galonů (US) (760 L)
- Dostup: 15 100 m
- Počáteční stoupavost: 45,72 m/s
- Plošné zatížení: 236,7 kg/m²
- Poměr tah/hmotnost: 0,42

### Výzbroj
- 6 × 12,7mm kulomet M3 (1 800 nábojů)
- až 2 400 kg pum, napalmu, neřízených střel. Letoun měl 4 závěsníky. Dva z nich byly určené pro přídavné nádrže, taktické jaderné pumy nebo napalm.